# Алкионидес (залив)
Алкионидес, также Алкионидон (Алкионидский или Алкионский залив, греч. Κόλπος Αλκυονίδων) — залив в Греции, восточная часть Коринфского залива Ионического моря. На северо-западе залив ограничен мысом Трахилос (Тамбурло).

## История
У залива на берегу бухты Паге в современной деревне Като-Алепохорион находился важный торговый город Паги, крепость мегарцев. В сферу влияния Паг входил небольшой порт Панорм на берегу бухты Псата у современной деревни Псата. Из-за Панорма Паги конфликтовали с соседним городом Эгосфены, расположенным на берегу бухты Эгостена (Ерменос).